# 韦尔索格
韦尔索格（法語：Versaugues，法語發音：[vɛʁsoɡ]）是法国索恩-卢瓦尔省的一个市镇，属于沙罗勒区。

## 地理
韦尔索格（46°21'42"N, 4°3'48"E）面积10.86 平方千米，位于法国勃艮第-弗朗什-孔泰大區索恩-卢瓦尔省，该省份为法国中部省份，北起顺时针与科多尔省、汝拉省、安省、罗讷省、卢瓦尔省、阿列省和涅夫勒省接壤。
与韦尔索格接壤的市镇（或旧市镇、城区）包括：蒙索莱图瓦勒、普瓦松、布里奥奈地区圣迪迪耶。

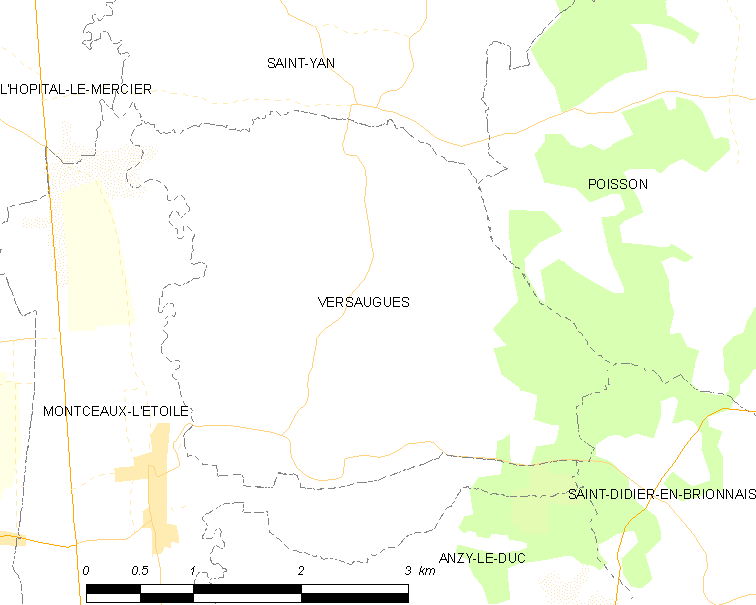
韦尔索格的OSM定位图

韦尔索格的时区为UTC+01:00、UTC+02:00（夏令时）。

## 行政
韦尔索格的邮政编码为71110，INSEE市镇编码为71573。

## 政治
韦尔索格所属的省级选区为帕赖勒莫尼亚勒县。

## 人口

1962-2008年间韦尔索格人口变化图示

韦尔索格于2022年1月1日时的人口数量为191人。